# University of Calicut
University of Calicut är ett universitet i Indien.   Det ligger i distriktet Malappuram och delstaten Kerala, i den södra delen av landet, 2 000 km söder om huvudstaden New Delhi.